# Microcharmus fisheri
Espèce
Microcharmus fisheri est une espèce de scorpions de la famille des Buthidae.

## Distribution
Cette espèce est endémique de la région Sava à Madagascar,. Elle se rencontre dans la réserve spéciale d'Anjanaharibe-Sud.

## Systématique et taxinomie
Cette espèce a été décrite par Lourenço en 1998.

## Étymologie
Cette espèce est nommée en l'honneur de Brian L. Fisher.

## Publication originale
- Lourenço, 1998 : « Description of a new species of scorpion from the Reserve Speciale d'Anjanaharibe-Sud, Madagascar. » Fieldiana Zoology, vol. 90, no 1495, p. 69-72 (texte intégral).